# Haschem Sabbaghian

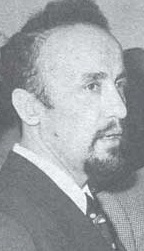
Haschem Sabbaghian

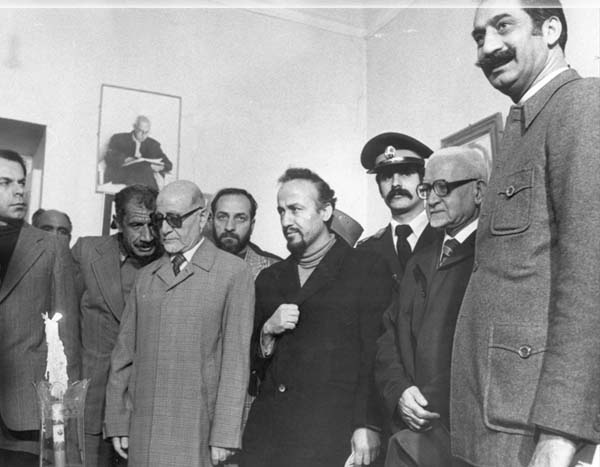
Vordere Reihe von links: Sadegh Ghotbzadeh (halb), Mehdi Bāzargān, Sabaghian, Ebrahim Yazdi, unbekannt; zweite Reihe links hinter Bazargan, unter dem Mossadegh-Foto: Dariusch Foruhar

Haschem Sabbaghian (persisch هاشم صباغیان Hāschem Sabāghyān, * 4. April 1937 in Teheran) ist ein iranischer Politiker.

## Leben
Haschem Sabbaghian war vom 12. Juni bis zum 6. November 1979 der erste iranische Innenminister nach der Islamischen Revolution. Bei den Wahlen am 28. Juni 1980 wurde er als Mitglied in der Iranischen Freiheitsbewegung in das Parlament gewählt, wo er allerdings nur bis zum 2. Mai 1984 blieb, da die Hardliner Druck auf ihn ausübten. Der Wächterrat lehnte auch seine Kandidatur für die Parlamentswahl 1996 ab.
In den Jahren 1990 bis 1992 war Haschem Sabbaghian als Oppositioneller inhaftiert. Wegen seiner Mitgliedschaft in der Freiheitsbewegung, wo er Stellvertreter von Parteiführer Ebrahim Yazdi war, wurde er am 1. Oktober 2010 in Isfahan zusammen mit Yazdi festgenommen und ist seitdem in Haft.
Haschem Sabbaghian heiratete 1965 und hat einen Sohn sowie vier Töchter, die ebenfalls Mitglieder der Freiheitsbewegung sind.